# Pääkkönenita
La pääkkönenita és un mineral de la classe dels sulfurs. Va ser anomenada en honor del geòleg finès Viekko Pääkkönen (1907–1980).

## Característiques
La pääkkönenita és un sulfur de fórmula química Sb₂AsS₂. Cristal·litza en el sistema monoclínic en forma de cristalls rars, de fins a 30 μm, i en grans irregulars. La seva duresa a l'escala de Mohs és 2,5.
Segons la classificació de Nickel-Strunz, la pääkkönenita pertany a «02.DB: Sulfurs metàl·lics, M:S = 2:3» juntament amb els següents minerals: antimonselita, bismutinita, guanajuatita, metastibnita, estibina, ottemannita, suredaïta, bowieïta, kashinita, montbrayita, edgarita, tarkianita i cameronita.

## Formació i jaciments
La pääkkönenita es forma en dipòsits minerals hidrotermals juntament amb altres minerals que contenen Sb-As. Va ser descoberta a Kalliosalo, a Seinäjoki (Ostrobòtnia del Sud, Finlàndia). També ha estat descrita al Canadà, els Estats Units, França, Grècia, la República Txeca i la República Popular de la Xina.
Sol trobar-se associada a altres minerals com: arsenopirita, arsènic natiu, löllingita, estibina, antimoni natiu, estibarseni, esfalerita, siderita, quars, vaughanita i realgar.